# ميشيل رو (طاهي)
ميشيل رو (بالفرنسية: Michel Roux)‏ هو رجل أعمال وطاهي فرنسي وبريطاني، ولد في 19 أبريل 1941 في تشاروليس في فرنسا.

## وصلات خارجية
- ميشيل رو على موقع IMDb (الإنجليزية)